# 都尉街道
都尉街道，是中华人民共和国四川省南充市嘉陵区下辖的一个乡镇级行政单位。2019年10月，撤销木老镇，将其所属行政区域划归都尉街道管辖。
都尉街道位于南充市嘉陵区城西南，是嘉陵工业区所在地。东临凤垭街道，木老乡，南连西兴街道。西接花园镇，北靠火花街道。街道办事处驻春江路。

## 行政区划
都尉街道现辖以下地区：
高板桥社区、塘殿堰社区、天井沟社区、头洞桥社区、何家社区、冯家桥社区、甲子沟社区、蒲村宫社区、杜家祠社区、古坟嘴社区、书房嘴社区。